# Piazza del Municipio (Pezinok)
Piazza del Municipio (in slovacco Radničné námestie) è una piazza in Pezinok, situata nel centro storico della città e prende il nome dalla Municipio Vecchio. Al centro si trova la colonna mariana con una statua della Vergine Maria e un ampio parcheggio con parco.
La Casa Turca si trova al numero 1.
L'Ufficio municipale di Pezinok si trova al numero 7.
Il Maniero di Krušič si trova al numero 9.
La Chiesa della Trasfigurazione del Signore (la cosiddetta Chiesa Inferiore) si trova al censimento 3567.

## Nomi storici documentati
Sono documentati i seguenti nomi storici della piazza:
- Piazza principale (slovacco: Hlavné námestie, tedesco: Hauptplatz, ungherese: Főter o Főpiacz, ca 1900–1938)
- Piazza Andrej Hlinka (slovacco: Hlinkovo námestie o Námestie Andreja Hlinku, 1938-1945)
- Piazza della Libertà (slovacco: Námestie slobody, 1945–1946),[1]
- Piazza dott. E. Beneša (slovacco: Námestie dr. E. Beneša, 1946-1950)[1]
- Piazza Leningrado (slovacco: Leningradské námestie, anni 1950–1991)